# 自由么半群
在抽象代數裡，於一集合A上的自由幺半群是指一幺半群，其元素都是由A內零個或多個元素以串接之二元運算形成的有限序列(或字符串)。通常標記為A*。其單位元為空字元串，標記為ε 或 λ。在A上的自由半群則指是A*內的子半群，其包含除了空字串外的所有元素。通常標記為A+。
更一般地，一抽象幺半群(半群)S被稱做是自由的，若其與某一集合上的自由幺半群(半群)同構。
如其名稱所述，自由幺半群(半群)為滿足定義了自由对象的泛性質的物件，在幺半群(半群)的範疇裡。它允許每一個么半群(半群)都會是某一自由幺半群(半群)的同態映像。研究半群為自由半群的映像的學科稱做組合半群理論。

## 自由生成元和秩
集合A的元素稱為A*和A+是自由生成元。更一般地講，若S是一抽象自由么半群(半群)，則有一集合含有映射至與A*(A+)同態的單字母集合的元素，此集合稱為S的“自由生成元集合”。
每一自由么半群(半群)S會有一個且只有一個自由生成元集合，其勢則稱做S的“秩”。
兩個自由么半群(半群)同構若且唯若它們擁有相同的秩。而事實上，自由么半群(半群)S的每一生成元集合都會包含其自由生成元。這使得一個自由么半群(半群)會是有限生成的若且唯若它的秩是有限個的。

## 例子
自然數(包括零)在加法下的幺半群(N,+)是一有單一產生元(即其秩為一)的自由么半群。它唯一的自由產生元為數字一。
設Σ是一有限字母表，則Σ*包含於Σ之上的所有文字，於形式語言理論的意思之下。因此，形式語言的抽象研究可以想成是有限產生自由么半群子集的研究。且么半群理論和自動機理論是有著很深的關聯性的。例如，於Σ以上的正則語言會是有限幺半群子集的Σ*的同態像原。
例如，若A={a, b, c}，A*的元素會是下列的形式
{ε, a, ab, ba, caa, cccbabbc}
若A是一集合，則在A*上的字長函數是由A*至N的唯一么半群同態，其將A的每一個元素都映射至1。

## 自由可交換么半群
給定一集合A，則在A上的自由可交換么半群是指由A內元素形成之複集所組成的集合。這形成了以複集聯合為二元運算的可交換么半群。
例如，若A = {a, b, c}，於A上的自由可交換么半群元素會是下列的形式
{ε, a, ab, a2b, ab3c4}

## 另見
- Kleene星号
- 字符串运算